# Amin ul-Haq
Amin ul-Haq, né aux alentours de 1950, d'origine pachtoune-afghane, est un terroriste islamiste, responsable pour Al-Qaïda d'un émirat djihadiste décentralisé dans la région indo-pakistanaise.
Il est le chef du puissant clan patchoune des Khalis et le fils aîné de Yunus Khalis, qui était un légendaire chef de guerre.
Il a été le chef des gardes du corps d'Oussama ben Laden. Blessé en Afghanistan en 2007 et arrêté au Pakistan quatre mois plus tard, il a été libéré en septembre 2011 alors qu'il est réclamé par les États-Unis.